# 발할라 라이징
《발할라 라이징》(Valhalla Rising)은 영국에서 제작된 니콜라스 윈딩 레픈 감독의 2009년 액션, 모험 영화이다. 매즈 미켈슨 등이 주연으로 출연하였고 자니 앤더슨 등이 제작에 참여하였다.
전적으로 스코틀랜드에서 촬영되었으며, 영화 제목은 케네스 앵거의 영화 스콜피오 라이징과 루시퍼 라이징을 바이킹 테마와 결합시킨 데에서 비롯된 것이다.

## 출연

### 주연
- 매즈 미켈슨
- 게리 루이스

### 조연
- 제이미 실브스
- 이완 스튜어트
- 알렉산더 모튼
- 칼럼 밋첼
- 앤드류 플래너건
- 게리 맥코맥
- 더글러스 러셀
- 스튜어트 포터
- 마튼 스티븐슨
- 로버트 해리슨
- 고든 브라운
- 매튜 자작
- 로니 브리지스
- 제임스 램지
- P.B. 맥베스

## 기타
- 공동제작: 카렌 스미스
- 미술: 로렐 위어
- 소품팀: 나탈리 애스트리지
- 배역: 데스 해밀턴

## 같이 보기
- 생존 영화